# Lepidium coronopus
Passerage écailleuse, Sénebière commune
Espèce
Lepidium coronopus ou Passerage écailleuse, Sénebière commune, est une espèce de plantes à fleurs de la famille des Brassicacées, originaire de certaines régions d'Afrique, d'Asie occidentale et d'Europe, poussant dans des milieux secs, tassés et chauds, éventuellement salinisés (bancs de galets, friches ou parfois champs cultivés). En France, elle fait partie des espèces déterminantes pour les zones naturelles d'intérêt écologiques et floristiques (ZNIEFF).

## Synonymes
On l'a aussi dénommée Corne-de-cerf commune, Corne-de-cerf écailleuse, Sénebière corne-de-cerf, dénominations à éviter car source de confusions (d'autres plantes ont aussi été nommées Corne-de-cerf).
Selon The Plant List, cette plante a aussi autrefois été nommée :
- Carara coronopus (L.) Medik.
- Cochlearia coronopus L.
- Cochlearia repens Lam.
- Cochlearia tenuifolia Salisb.
- Coronopus coadunatus Stokes
- Coronopus coronopus (L.) H.Karst. [Invalid]
- Coronopus cristatus Clairv.
- Coronopus depressus Moench
- Coronopus procumbens Gilib. ex Ces., Pass. & Gibelli
- Coronopus procumbens Gilib.
- Coronopus ruellii All.
- Coronopus squamatus (Forssk.) Asch.
- Coronopus squamatus subsp. conradi Muschl.
- Coronopus squamatus subsp. verrucarius Muschl.
- Coronopus verrucarius Muschl. & Thell.
- Coronopus verrucarius var. procumbens Muschl.
- Coronopus vulgaris Desf.
- Crucifera ruellii E.H.L.Krause
- Lepidium squamatum Forssk.
- Myagrum coronopus (L.) Crantz
- Nasturtium verrucarium Garsault [Invalid]
- Senebiera coronopus (L.) Cav.
- Senebiera coronopus (L.) Poir.

## Description

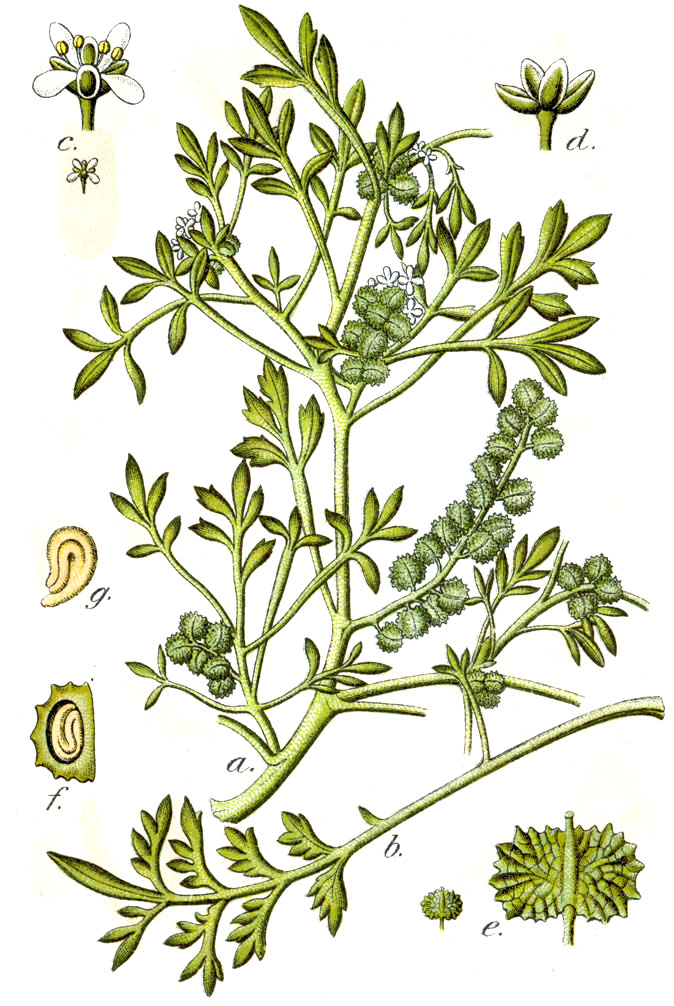
Illustration de la flore allemande (Deutschlands Flora in Abbildungen), peinte par Johann Georg Sturm en 1796.

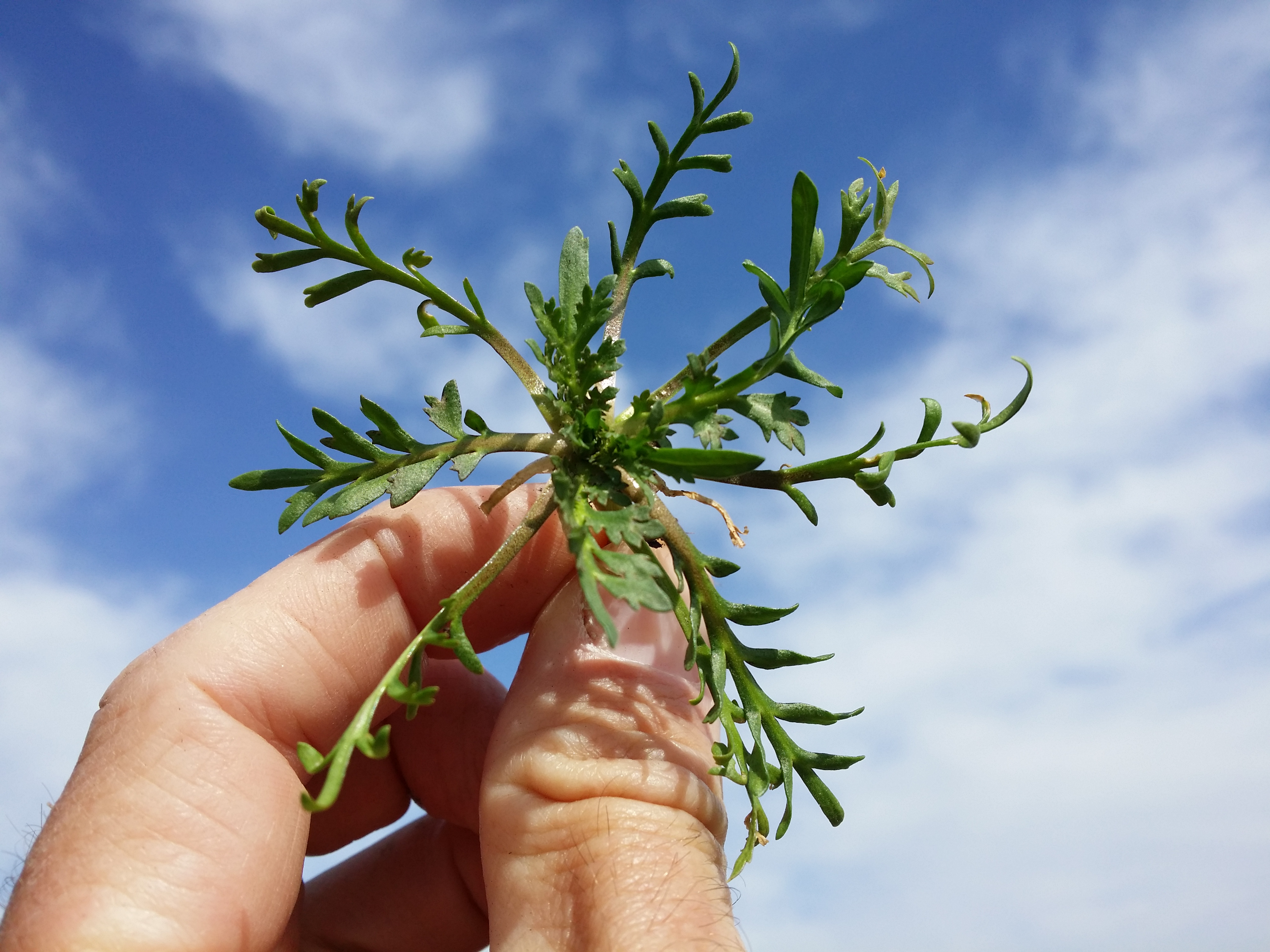
Forme en rosette ou rampante, typique de cette plante.

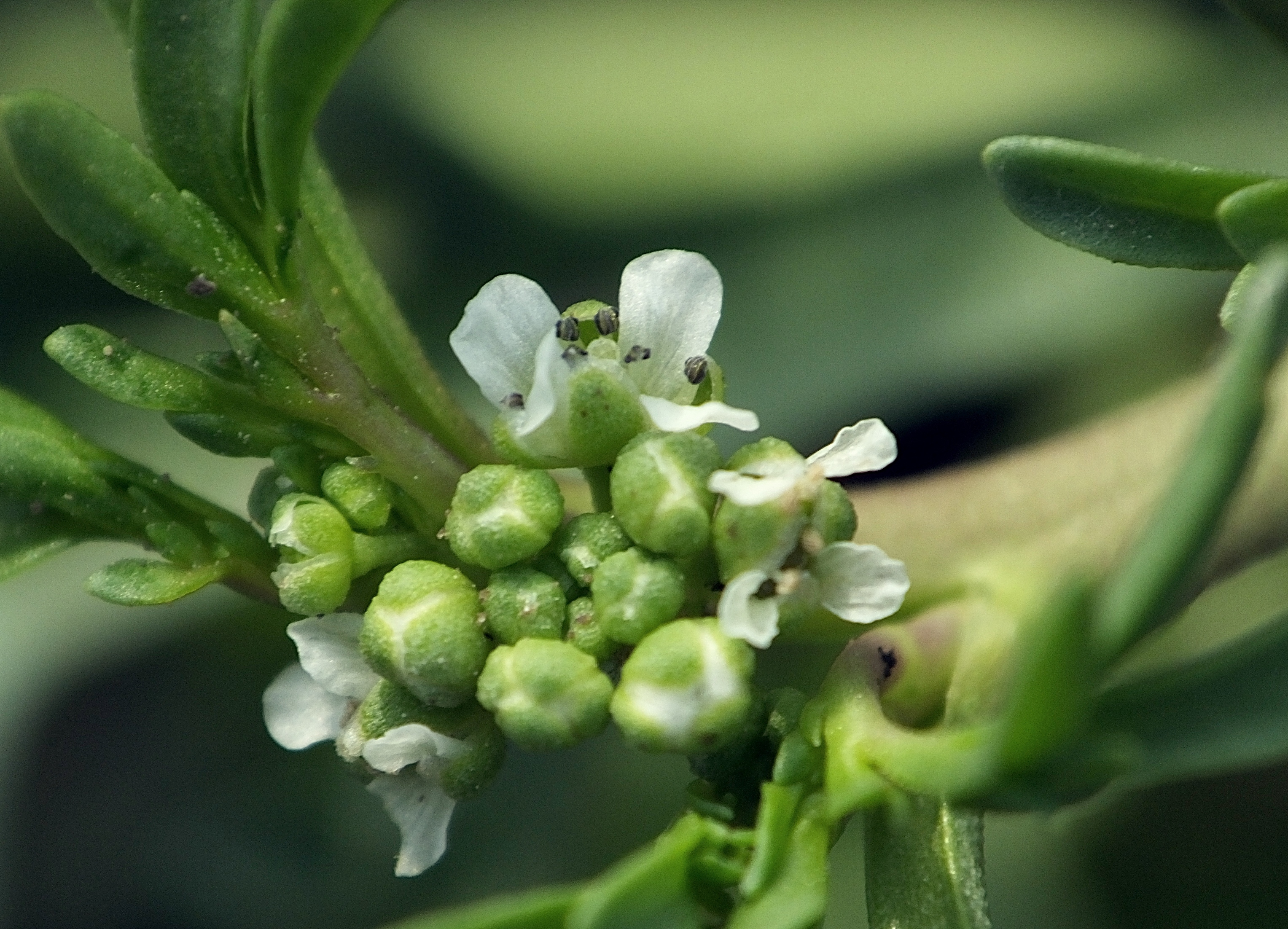
Inflorescence (macrophotographie).

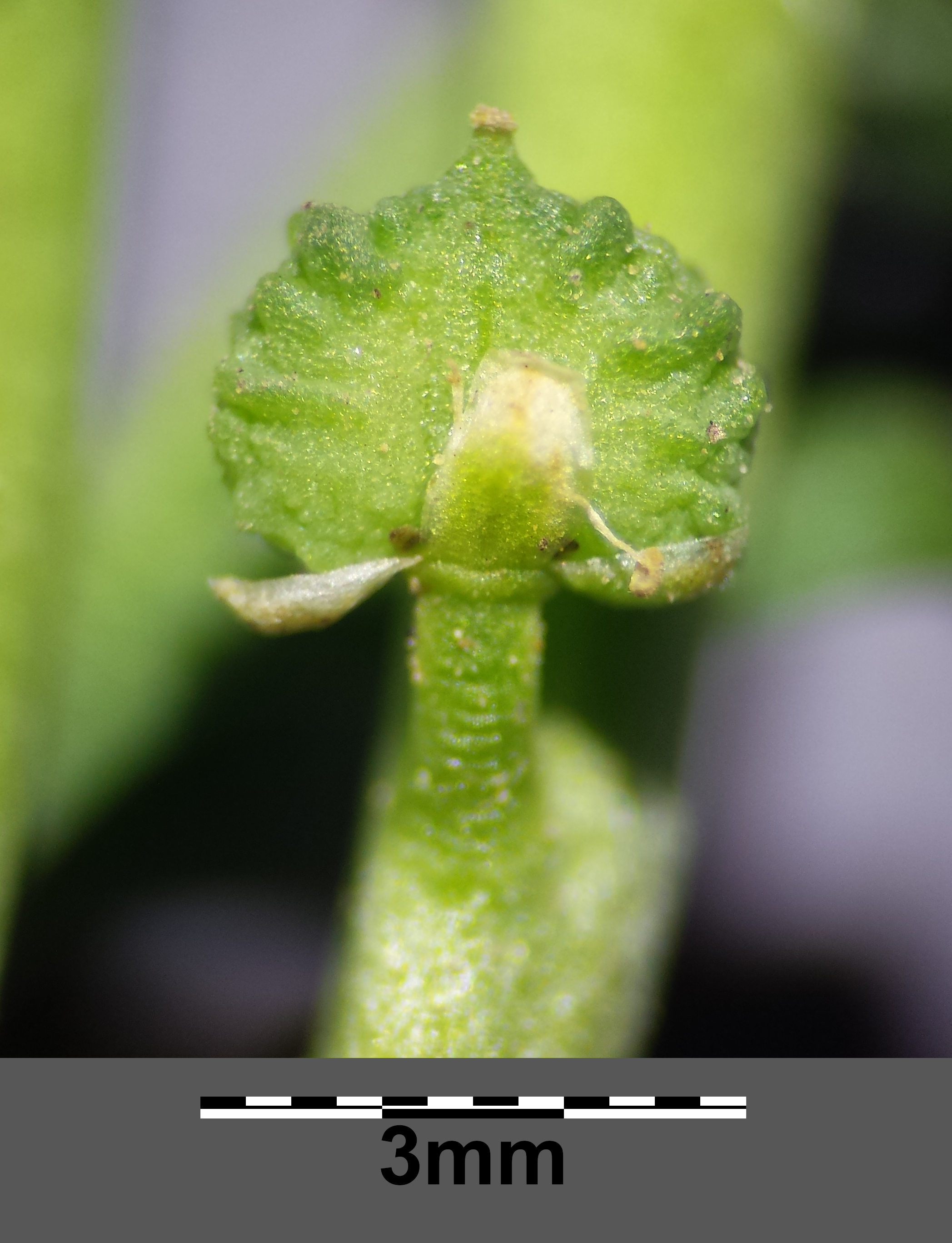
Formation du fruit.

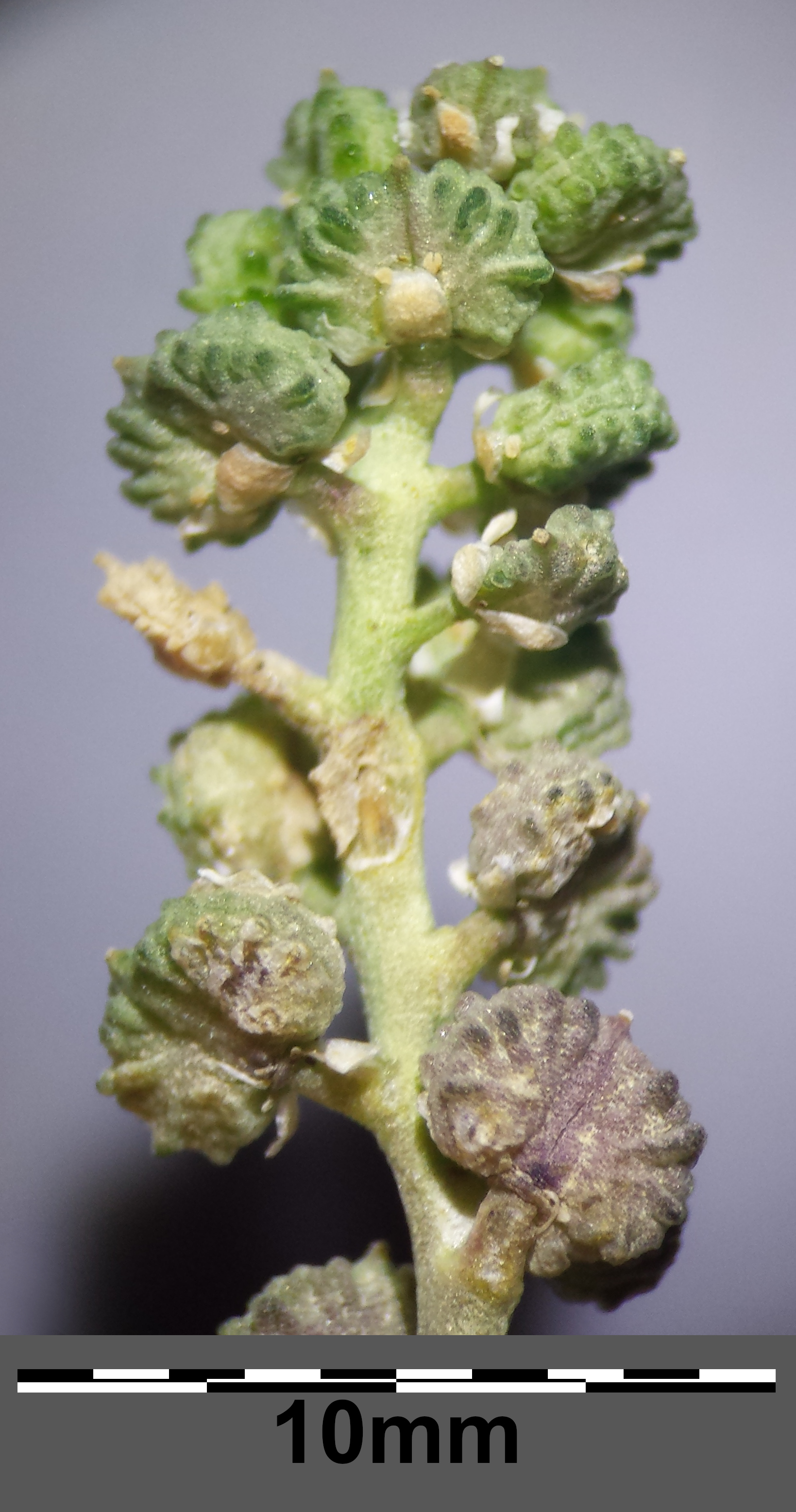
Disposition des fruits.

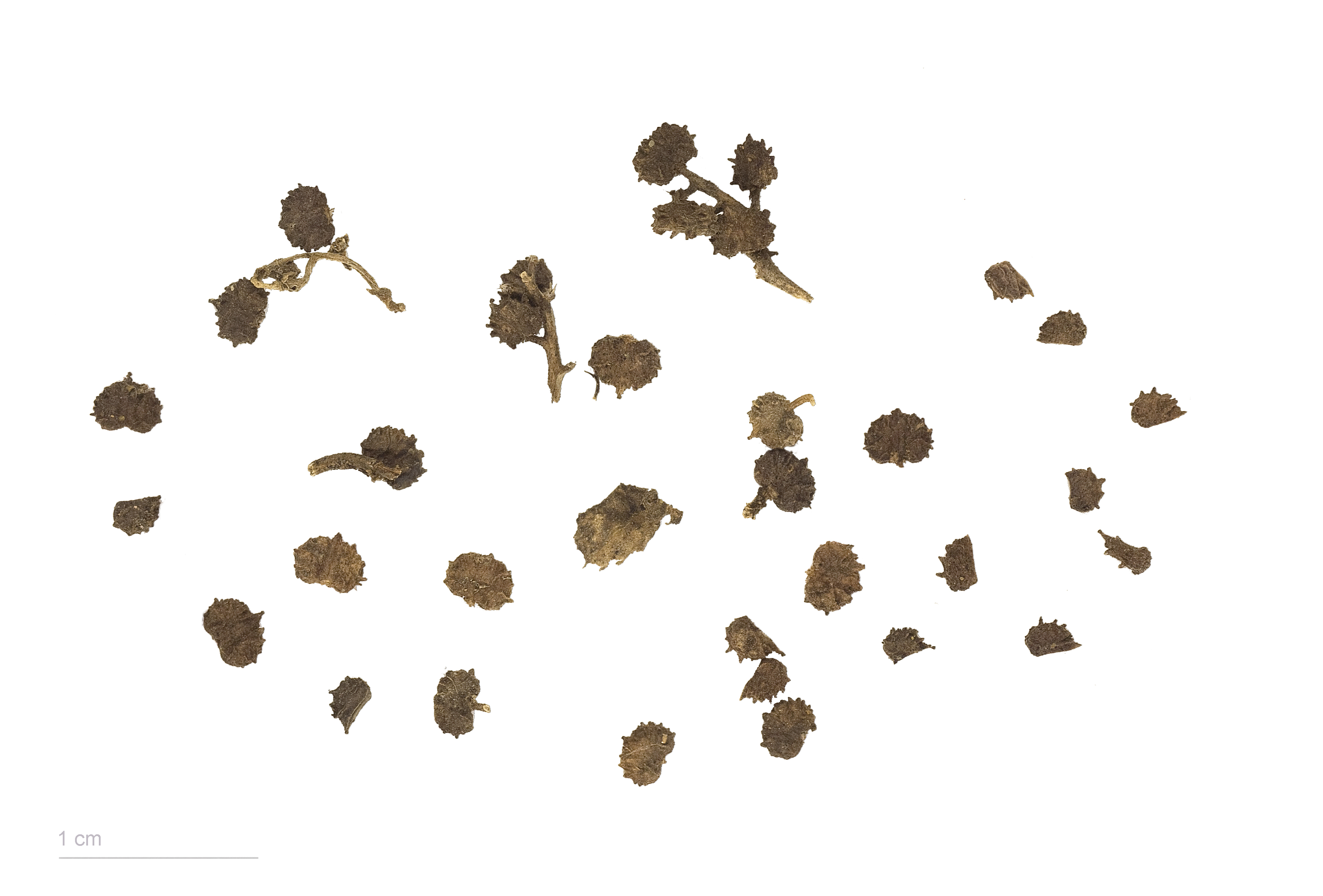
Spécimens de graines.
Muséum de Toulouse, France.

Lepidium coronopus est une herbacée résistante au piétinement et à la sécheresse.
C'est généralement une plante annuelle, rarement bisannuelle.
Elle est basse (2 à 12 cm), parfois très courte et prostrée sur le sol avec souvent plusieurs tiges partant de sa base et qui rampent traînent ou s'étalent ; elle est très rarement ascendante.
Les tiges sont plus ou moins glabres (alors que d'autres espèces proches ont des tiges et feuilles légèrement à significativement velues) et ramifiées distalement, atteignant 5 à 30 cm de long,.
On distingue deux types de feuilles : 
1. feuilles basales, rosulées (formant une rosette), avec un pétiole de 2 à 5 cm de long[8]. Elles sont pinnatisectés (ayant des lobes avec des incisions qui s'étendent presque ou jusqu'à la nervure médiane)[8],[9] ; ces lobes sont vert foncé[7],[5].
2. feuilles caulinaires (le long de la tige)[8], courtement pétiolées[8] ou sans pétiole[5] ; elles sont également pennatiséquées[8], ou plus ou moins non lobées[9].

Les feuilles sont bleu-vert terne ou vert grisâtre.
Bien que la Passerage écailleuse (Lepidium coronopus) ressemble beaucoup à sa cousine (Lepidium didymum), l. didymum a 2 étamines tandis que L. coronopus en a 6 et les fruits sont très différents. Seules les feuilles de la seconde sont comestibles.
Lepidium coronopus fleurit de mai à août ou de juin à septembre,.
Les fleurs sont petites (environ 0,2 à 0,4 cm) de large,.
Elles sont blanches,, ou violacés, poussent en grappes opposées à une feuille,,, sur de courts racèmes,,.
Le rachis de la fleur est glabre. Les fleurs ont 4 pétales de forme obovale à oblongues, qui sont plus longs que les sépales, qui sont oblongues. Elle a 6 étamines,, et de petites anthères,.
Après la floraison, elle produit de petit fruits (capsules de graines de 0,3 à 0,47 cm chacune,, réniformes (en forme de rein),, et à forme ovale-cordée. Leur surface évoque une verrue irrégulièrement ridée ou présentent des bosses pointues. Le fruit ne contient qu'une ou deux graines, petites et d'un jaune sale, (1,1 à 1,5 mm de large sur 1,3 à 1,7 mm de long),, elliptiques et aplaties ; en forme de poire, ou ovale-oblongue. Les fruits sont courbés mais non ailés.

## Phytochimie
La chimiotaxonomie de la plante a été achevée en 2008.

## Génomique
Son nombre de chromosomes est de 2n = 32.

## Taxonomie
Dans certains pays, existent quelques noms communs, dont par exemple « cresson verruqueux rampant » et « cresson verruqueux » dérivés des fruits aux formes inhabituelles. On l'appelle aussi « crowfoot » (d'après la forme de la feuille), ou « grand cresson de porc », ou cresson,. Le nom « swine cress » viendrait de l'utilisation de cette plante comme alternative à la salade de mauvaise qualité, qui ne conviendrait qu'aux porcs.
Cette plante a été décrite et publiée à l'origine sous le nom de Cochlearia coronopus par le botaniste suédois Carl von Linné dans sa publication phare Species Plantarum vol. 2 en 1753, à la page 648. Plus tard, quand le genre Lepidium se formait, Ihsan Ali Al-Shehbaz a ensuite renommé la plante sous le nom de Lepidium coronopus dans Novon vol. 14 à la page 152 en 2004.
L'épithète spécifique coronopus, fait référence à Théophraste (c. 371 - c. 287 av. J.-C., philosophe et auteur grec) dont le nom en grec est κορωνοπους, ce qui signifie « pied de biche » (ou κορωνηπους) à propos de la forme des feuilles,.

## Distribution et habitat
Lepidium coronopus est originaire des zones tempérées d'Afrique, d'Asie occidentale et d'Europe,,.

### Distribution
On trouve cette espèce en Afrique, en l'Algérie, en Égypte, en Libye, au Maroc et en Tunisie.
On trouve également ce taxon en Asie occidentale, en Arménie, en Azerbaïdjan, dans le Caucase, au Daghestan (Russie), en la Géorgie, en l'Iran, en l'Irak, en Israël, en Jordanie, au Liban, en Syrie et en Turquie.
En Europe centrale, on la trouve en Autriche, en Belgique, en République tchèque, en Allemagne, en Hongrie, aux Pays-Bas, en Pologne, en Slovaquie, en Suisse et en Ukraine. 
En Europe du Nord, au Danemark, en Finlande, en Irlande, en Suède et au Royaume-Uni.
Dans le sud de l'Angleterre, on la trouve autour des côtes du pays de Galles et sur les côtes sud de l'Irlande, où l'espèce est courante.
En Europe du Sud-Est, elle est présente en Albanie, en Bosnie-Herzégovine, Bulgarie, Croatie, Grèce, Italie, Macédoine, au Monténégro, en Roumanie, Serbie et Slovénie. Dans le sud-ouest de l'Europe on la trouve en France (plutôt dans la moitié nord), au Portugal et en Espagne.
Elle s'est également largement naturalisé dans d'autres endroits, comme la Norvège en Europe. En Afrique, dans les Açores, les îles de Madère, les îles Canaries et en Afrique du Sud,.
En Australie,, elle est localement présente dans l'État d'Australie-Méridionale, en Tasmanie, dans l'État de Victoria, tout comme en Nouvelle-Zélande. En Amérique, elle s'est largement naturalisé en Amérique du Nord, des provinces du Nouveau-Brunswick, de la Nouvelle-Écosse, de l'Ontario et du Québec au Canada. Elle est également retrouvée dans les États américains du Missouri, du New Jersey, de l'Alabama, de la Louisiane, du Tennessee et de la Californie,. Et enfin en Amérique du Sud, au Chili,,.

### Habitat
On la trouve dans les friches xérophiles et les terrains vagues,, sur les chemins les champs cultivés, ou abandonnés, les pâturages, les sites perturbés et le long des routes.
Elle semble apprécier les endroits bien foulés et/ou les sols compactés par des engins tels que les entrées de champs,.

## Utilisations
Cette espèce a été autrefois utilisée comme alternative au cresson (dans les salades), mais elle était jugée de si mauvaise qualité qu'elle aurait dû n'être servie qu'aux porcs. On lui attribue un léger goût de moutarde.

## État des populations

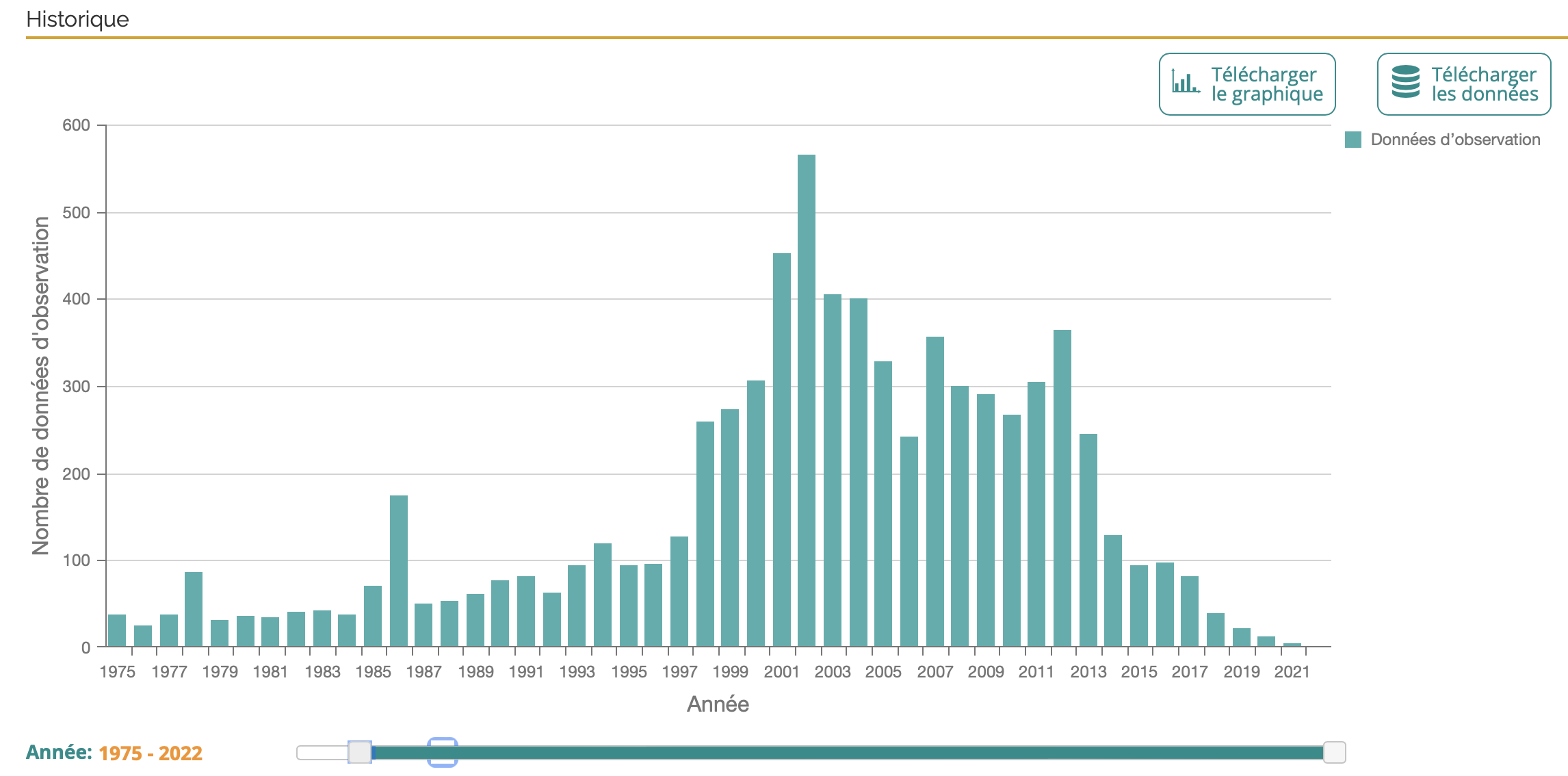
Nombre de données d'observation par an pour le taxon Lepidium coronopus en France métropolitaine, de 2012 à 2022.

En 2021 en France métropolitaine, l'espèce a été évaluée sur liste rouge et est classée « préoccupation mineure », c'est-à-dire « à faible risque de disparition », dans la plupart des départements et régions ; Lepidium coronopus n'a été classé espèce vulnérable qu'en Franche-Comté. Son statut de menace n'a pas été évalué pour la Corse, faute de données suffisantes à ce jour.